# Parroquia Sagrada Familia de Berazategui
La Parroquia Sagrada Familia es la más importante de la ciudad de Berazategui, aunque no la más antigua del Partido. El 15 de agosto de 1944 el entonces Obispo de La Plata, Monseñor Juan Chimento, colocó la piedra fundamental del nuevo templo, diseñado por el arquitecto Mazza, al lado de una capilla construida en 1935, la cual, luego de comenzar a utilizarse el nuevo templo,  fue usada por años como cine parroquial infantil. El terreno había sido donado por la familia Lanz - Berbeni al Arzobispado de La Plata. El gobierno provincial subencionó parte de la obra y tanto el tejado como los bancos del templo fueron donados por la Cristalería Rigolleau. 
Su primer párroco fue Vicente Policicchio. Recientemente dejó su función de párroco el padre Francisco Urbanija, quien dirigió el templo hace ya más de 15 años. Actualmente el padre Guillermo dirige la parroquia 
La Parroquia, así como todo el Partido de Berazategui, pertenece a la Diócesis de Quilmes, cuyo actual obispo es Carlos José Tissera.

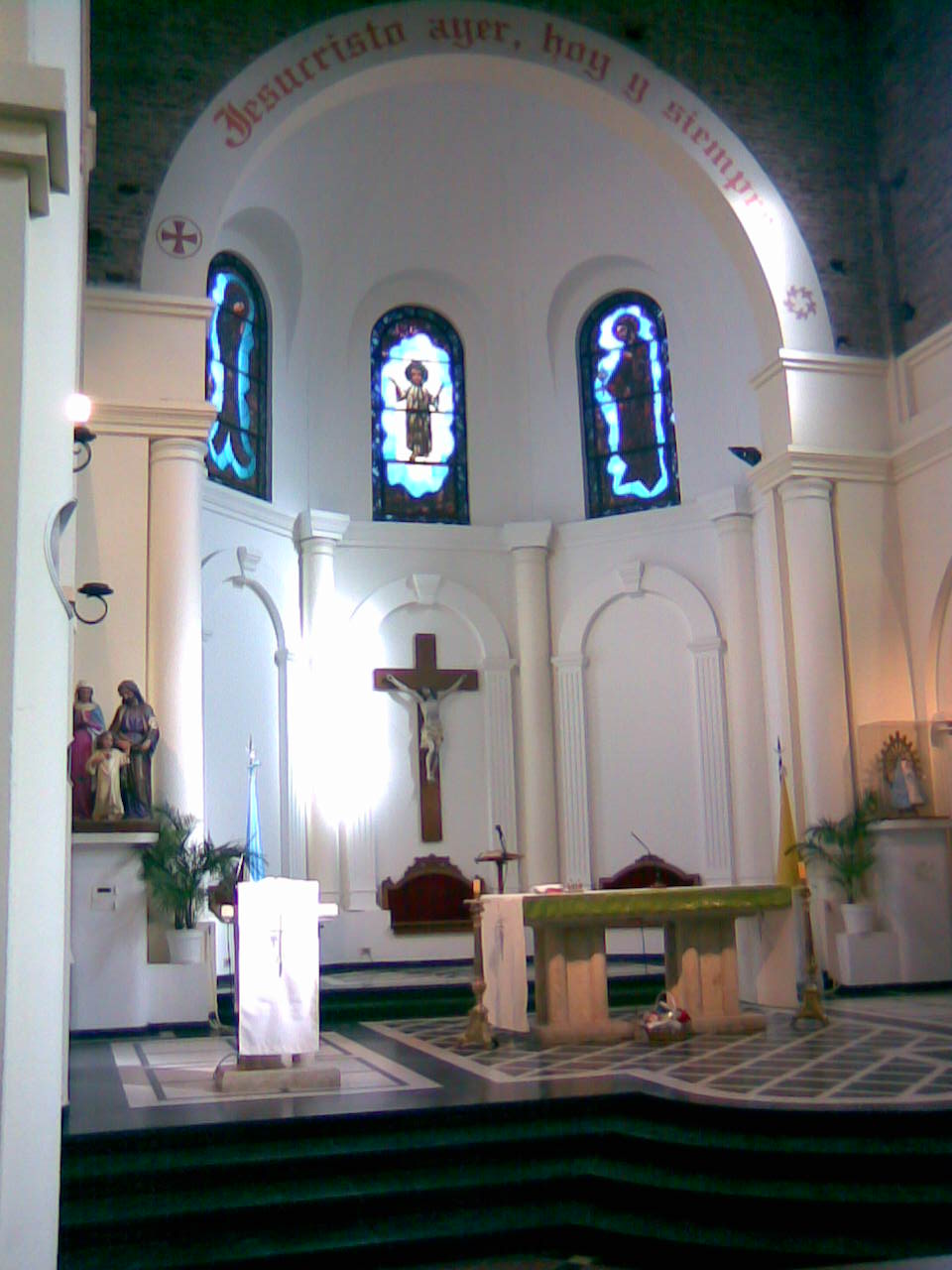
Altar del templo.

Ubicada en el centro de la ciudad (calle 148, entre 13 y 14), el templo posee una nave central y dos pequeñas naves a sus costados. El interior es de estilo ecléctico, aunque predominan trazos neoclásicos y neogóticos. Recientemente  han sido concluidas las obras del cieloraso interior, para lo cual se había formado una comisión voluntaria de fieles con ese objetivo. Esta obra da por terminado el templo, digno de visitar. 
El exterior se destaca por su alta torre blanca que culmina en una gran cruz, la cual es iluminada por las noches. 

Servicios Parroquiales
Hay servicio de misas vespertinas todos los días de la semana a las 19:00 horas a partir de marzo de 2020 y también matutinas los días domingos a las 11 horas. Se agregó una misa de 30 minutos de duración los días miércoles a las 08 de la mañana. Los días Jueves de 10:00 a 12:00 y los viernes de 17:00 a 18:30 se brinda el sacramento de la confesión. Los horarios de la secretaría son de lunes a viernes de 09:00 a 12:30 y de 16:00 a 18:30 horas.